# Guglielmo IV di Forcalquier
Guglielmo IV di Forcalquier o d'Urgell (... – 7 ottobre 1209) fu Conte di Forcalquier dal 1207 alla sua morte.

## Origine
Era il figlio secondogenito del Conte di Forcalquier, Bertrando I d'Urgell e di Josserande de Flotte, figlia di Arnoldo di Flotte e della moglie, Adelaide di Comps.
Bertrando I di Forcalquier era il figlio secondogenito del Conte di Forcalquier, Guglielmo III e di Garsenda d'Albon, figlia del conte d'Albon, Ghigo III e della moglie, Matilda (o Regina), nobile inglese di cui non si conoscono gli ascendenti, ma che secondo alcuni era figlia di Edgardo Atheling.

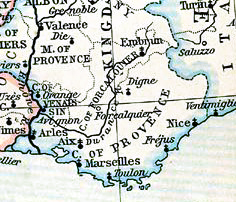
Divisione della Provenza tra contea e marchesato di Provenza e contea di Forcalquier, nel 1184

## Biografia
Quando suo fratello, Bertrando II d'Urgell, succedette al padre, Bertrando I, nel 1151, in quanto era il figlio primogenito, Guglielmo fu associato al governo della contea.
Secondo l'Histoire générale des Alpes Maritimes ou Cottiènes par Marcellin Fornier, nel 1164, l'imperatore, Federico Barbarossa, riconobbe Guglielmo Conte di Forcalquier, diretto vassallo dell'imperatore,
Secondo la Gallia Christiana Novissima, Province d'Aix, Aix Arles Embrunes, parte I, nel 1168, Guglielmo, assieme al fratello, Bertrando II d'Urgell fecero donazione del castello di Manosque e di tutto ciò che era contenuto nel castello e di tutte le sue dipendenze, ai Cavalieri Ospitalieri di San Giovanni in Gerusalemme.
Sempre secondo la Gallia Christiana Novissima, Province d'Aix, Aix Arles Embrunes, parte I, nel 1173, Guglielmo, citato anche lui col titolo di conte fece diversi scambi di proprietà con Alfonso II, re d'Aragona, conte di Barcellona e conte di Provenza.
Secondo la Gallia Christiana Novissima, Metropole d'Aix, Gap, nel 1175, Guglielmo, conferma la donazione del 1168 ai Cavalieri Ospitalieri di San Giovanni in Gerusalemme e, dopo qualche anno subentrò al fratello, Bertrando II, nel governo della contea.
Secondo l'Histoire générale des Alpes Maritimes ou Cottiènes par Marcellin Fornier, Continuation, Tome I, nel 1193, Guglielmo concordò il matrimonio tra sua nipote, Garsenda di Sabran ed il conte di Provenza, Alfonso II, che fu celebrato nel luglio di quello stesso anno.
Secondo il documento n° XXVI dell'Histoire Générale de Languedoc, Tome V, Preuves, del 1195, il conte Guglielmo, figlio di Josserande (Jauceranæ feminæ filius) fece atto di sottomissione al conte di Tolosa, Raimondo VI, figlio di Costanza di Francia (reginæ Constanciæ filio).
Secondo l'Histoire générale des Alpes Maritimes ou Cottiènes par Marcellin Fornier, Continuation, Tome I, nel 1202, Guglielmo, dando a lei in dote le contee di Gap e di Embrun, concordò il matrimonio della sua seconda nipote, Beatrice con Andrea di Borgogna, figlio del duca di Borgogna, Ugo III e di Beatrice, contessa di Albon (matrimonio fu celebrato nel giugno di quello stesso anno).
Suo fratello Bertrando morì il 13 maggio del 1207; Guglielmo, rimasto unico conte, non governò la contea a lungo, infatti morì circa due anni dopo; secondo l'Obituaire du chapitre de Saint-Mary de Forcalquier, Guglielmo morì il 7 ottobre del 1209. Secondo la nota dello stesso Obituaire du chapitre de Saint-Mary de Forcalquier, il conte Guglielmo, nel febbraio di quello stesso anno, come risulta dagli archivi del Bouches-du-Rhône, aveva fatto testamento a favore della nipote Garsenda di Sabranl; sempre secondo la nota dello stesso Obituaire du chapitre de Saint-Mary de Forcalquier, a conferma che il conte Guglielmo era morto nel 1209, nel novembre di quello steso anno, come risulta dagli archivi del Bouches-du-Rhône, sua nipote Garsenda aveva depositato l'atto di rinuncia alla Contea di Forcalquier a favore del figlio, Raimondo Berengario IVl, già conte di Provenza.
A Guglielmo che aveva solo una figlia femmina, che gli era premorta succedette Garsenda di Sabran, la più grande delle due nipoti, a cui si contrappose la sorella minore di Guglielmo, Alice d'Urgell.

## Matrimonio e discendenti
Guglielmo IV aveva sposato Adelaide di Bezieres, di cui non si conoscono gli ascendenti. Guglielmo IV da Adelaide ebbe una figlia:
- Garsenda di Forcalquier ( - prima del 1193), che sposò Rainone di Sabran († dopo il 1209), Signore di Caylar e d'Ansouis.

### Fonti primarie
- (LA)  Gallia Christiana Novissima, Tome I, Aix, Instrumenta, Sisteronue.
- (LA)  Obituaire du chapitre de Saint-Mary de Forcalquier.
- (LA)  Histoire Générale de Languedoc, Tome V, Preuves.

### Letteratura storiografica
- Louis Halphen, La Francia nell'XI secolo, in «Storia del mondo medievale», vol. II, 1999, pp. 770–806
- Louis Halphen, Il regno di Borgogna, in «Storia del mondo medievale», vol. II, 1999, pp. 807–821
- Paul Fournier, Il regno di Borgogna o d'Arles dall'XI al XV secolo, in «Storia del mondo medievale», vol. VII, 1999, pp. 383–410
- (FR)  Gallia Christiana Novissima, Tome I, Province d'Aix.
- (FR)  Gallia Christiana Novissima, Metropole d'Aix, Gap.
- (FR)  Gallia Christiana Novissima, Province d'Aix, Aix Arles Embrunes, parte I.
- (FR)  Histoire générale des Alpes Maritimes ou Cottiènes par Marcellin Fornier, Continuation, Tome III.
- (FR)  Histoire générale des Alpes Maritimes ou Cottiènes par Marcellin Fornier, Continuation, Tome I.